# 스펜서 백작부인 레인 스펜서
스펜서 백작부인 레인 스펜서(Raine Spencer, Countess Spencer, 1929년 9월 9일 ~ 2016년 10월 21일)는 영국의 사교계 명사이자 지역 정치인이었다. 그녀는 알렉산더 매코쿼데일과 낭만주의 소설가이자 사교계 명사인 바버라 카틀랜드의 딸이자 웨일스 공비 다이애나의 의붓어머니다.